# Sinopoda tuber
Sinopoda tuber – gatunek pająka z rodziny spachaczowatych i podrodziny Heteropodinae.

## Taksonomia
Gatunek ten opisany został po raz pierwszy w 2020 roku przez Elenę Grall i Petera Jägera na łamach „Zootaxa”. Jako miejsce typowe wskazano Badas Forest Reserve w brunejskim dystrykcie Belait. Epitet gatunkowy oznacza po łacinie „nabrzmiała” i odnosi się do przedniej części układu kanalików wewnętrznych w genitaliach samicy.

## Morfologia
Samice osiągają od 5,1 do 6,4 mm długości ciała przy prosomie długości od 2,3 do 2,7 mm i szerokości od 2,2 do 2,6 mm. U okazu przechowywanego w alkoholu karapaks jest brązowy z żółtym wzorem w kształcie kotwicy, szczękoczułki są rudobrązowe z brązowymi paskami, nogogłaszczki żółtawobiałe z brązowymi odsiebnymi częściami ud, sternum żółtawobiałe z brązowymi brzegami, odnóża żółte z elementami brązowymi, natomiast opistosoma (odwłok) z wierzchu jasnobrązowa z szarymi paskami, a od spodu z szarą plamą trapezowatą pośrodku i brązowym nakrapianiem po bokach. Oczy wszystkich par są wykształcone. Oczy pary przednio-bocznej są większe niż pary przednio-środkowej. Szczękoczułki mają trzy zęby na krawędzi przedniej i cztery na tylnej. Genitalia samicy mają szersze niż dłuższe pole epigynalne pozbawione pasm przednich i sensillów szczeliniastych, przegrodę na przedzie szeroko pośrodku wciętą, zlane płaty boczne, wyrostki gruczołowe proste i równoległe w przebiegu, a układ kanalików wewnętrznych zlany wzdłuż całej linii środkowej oraz w części przednio-środkowej i tylnej rozdęty bocznie.

## Ekologia i występowanie
Pająk orientalny, endemiczny dla Borneo, znany z malezyjskiego stanu Sarawak i brunejskiego dystryktu Belait. Zasiedla lasy równikowe typu kerangas, zdominowane przez soplice. Znajdywany był na korze i pod korą drzew.